# Ravilloles
Ravilloles là một xã trong vùng hành chính Franche-Comté, thuộc tỉnh Jura, quận Saint-Claude (quận), tổng Saint-Claude. Tọa độ địa lý của xã là 46° 25' vĩ độ bắc, 05° 48' kinh độ đông. Ravilloles nằm trên độ cao trung bình là 625 mét trên mực nước biển, có điểm thấp nhất là 590 mét và điểm cao nhất là 980 mét. Xã có diện tích 7.79 km², dân số vào thời điểm 2004 là 464 người; mật độ dân số là 60 người/km².

## Thông tin nhân khẩu
| 1962 | 1968 | 1975 | 1982 | 1990 | 1999 |
| ---- | ---- | ---- | ---- | ---- | ---- |
| 284  | 294  | 330  | 332  | 382  | 404  |

## Địa điểm tham quan
Nhà thờ được xây dựng trong thế kỉ thứ 17.